# 윙와

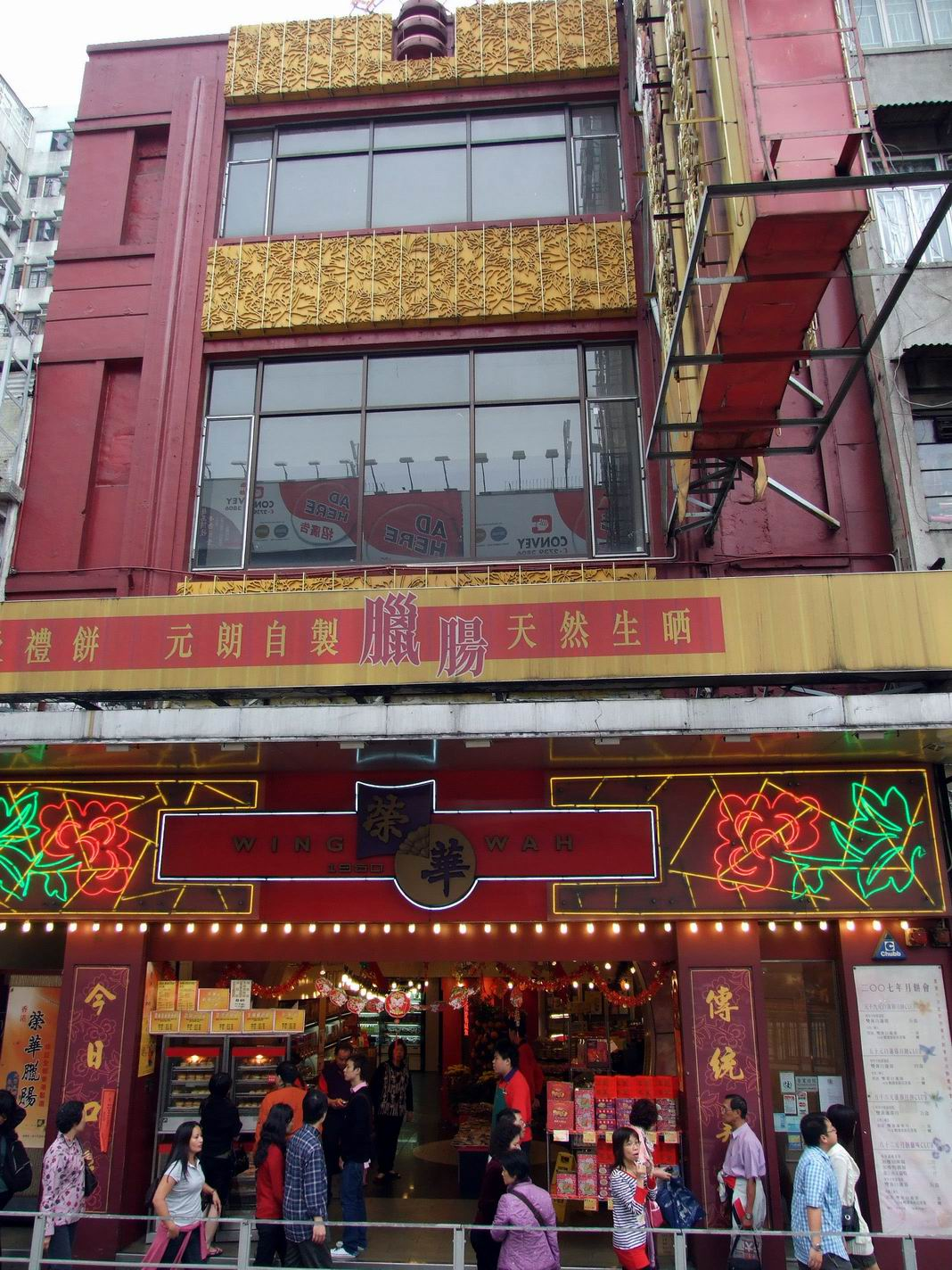
위안랑에 있는 대표 음식점.

윙와(중국어: 榮華 룽화[*], 광둥어: 榮華 윙와, Wing Wah, 다른 말로 롱화)는 홍콩에 위치한 음식점 체인 기업이자 식품 제조 기업이다. 윙와의 모회사는 윙와 식품제조업유한공사(중국어: 榮華食品製造業有限公司 영화식품제조업유한공사[*], Wing Wah Food Manufactory Limited)이다.
윙와 브랜드 하에 윙와 주루(榮華酒樓)와 윙와 병가(榮華餅家)를 거느리고 있다.
제품으로서 월병을 제조/판매하는 것으로 유명하다. 이외에도, 랍장(臘腸, 중국식 소시지다.), 전통중국식 떡, 차 등을 제조 판매한다.

## 역사
윙와는 1950년 劉培齡 류배령[*] 및 趙聿修 조율수[*]가 창립하였다. 신지에 부근 교외 위안랑에 있던 4층짜리 건물에서 윙와 주루를 개업하였다. 이 건물에는 월병 등을 판매했던 매장도 함께 있었다. 1962년 유한공사를 설립하고는 영업을 확장해 나갔다. 1963년 백련용 월병을 생산 판매하였으며, 1967년에는 완차이 지역에 분점을 내었고, 1975년에는 더 큰 음식점을 위안랑 지역에 개설하였다.
음식점 영업 부문보다는 식품 소매업쪽의 사업이 성장해 나갔다. 홍콩 전역에 랍장, 떡, 차 등을 판매하는 점포가 들어섰다. 1990년대에는, 위안랑 지역에 거대한 윙와 센터를 건립하였다. 사람의 왕래가 많은 홍콩 국제공항이라든지 란터우섬 응공 핑에 있는 멀티미디어 인포메이션 차 박물관 등지에 분점을 개설해 나갔다.

## 주요 업무 / 제품
- 음식점
- 월병
- 랍미 (중국식 소시지)
- 중국식 떡, 결혼 예물 떡.
- 찻잎
- 종쯔 (중국전통음식, 종쯔)

## 분점
윙와는 홍콩 전역에 30여 개의 분점을 두고 있다.
- 완차이(灣仔) 윙와주루(榮華酒樓)
- 위안랑(元朗) 따이윙와주루(大榮華酒樓)
- 청산도(青山道) 윙와병가
- 췐완(荃灣)윙와병가
- 권통 윙와병가
- 위안랑 윙와병가
- 몽콕 윙와병가
- 홍콩국제공항 윙와병가
- 윙와응공핑차박물관